# Jan Maria Sidon
Jan Maria Sidon (18. září 1792 Solnice – 26. září 1868 Litomyšl) byl český a rakouský římskokatolický duchovní a politik, během revolučního roku 1848 poslanec Říšského sněmu.

## Biografie
Jan Maria Sidon se narodil 18. února 1792 v Solnici. Po studiu gymnázia v Hradci Králové studoval filozofii na pražské univerzitě. Po návratu do Hradce Králové vystudoval v biskupském semináři teologii. Dne 15. srpna 1815 byl vysvěcen na kněze. V letech 1815–1819 byl kaplanem v rodné Solnici. Od 15. listopadu 1819 byl suplujícím a 4. března 1820 byl jmenován katechetou na jičínském gymnáziu. V jičínském kostele svatého Ignáce z Loyoly působil jako kněz a kazatel a také jako učitel náboženství ve valdické věznici. Patřil ke členům „spolku pro pěstování církevní hudby“. Zajímal se o dějiny Jičínska a ve třicátých a čtyřicátých letech 19. století se věnoval sběru místního historického materiálu. Své zápisky shromáždil v několika desítkách sešitů. Vzhledem k politickým změnám však dějiny Jičína již nenapsal. V roce 1836 napsal knihu Církev římská katolická pravou jest církví. V červnu 1848 patřil mezi členy jičínské výpravy na pomoc ohrožené Praze.
Během revolučního roku 1848 se zapojil i do politiky. Ve volbách roku 1848 byl zvolen na ústavodárný Říšský sněm. Zastupoval volební obvod Jičín. Patřil ke sněmovnímu bloku pravice, do kterého náležel český politický tábor, Národní strana (staročeši). Historik Otto Urban ovšem uvádí, že sympatizoval na sněmu v některých bodech s liberální levicí. Při debatě o finančním vyrovnání v důsledku zrušení poddanství odmítl s dalšími českými poslanci jakékoliv náhrady. V závěrečném hlasování na přelomu srpna a září roku 1848 pak patřil mezi čtrnáct českých poslanců, kteří náhrady odmítli, zatímco padesát tři jich bylo pro a jedenáct poslanců se hlasování zdrželo.
Pro své konzervativní smýšlení se na říšském sněmu dostal do rozporu s většinou českých poslanců. Byl podezříván z prozrazování usnesení českého klubu Němcům. Panovaly obavy z jeho vlivu na studenty. Dne 22. srpna 1849 žádal o udělení hodnosti čestného probošta. Jeho představení této žádosti využili a změnili ji v obžalobu. Dne 22. dubna 1850 mu bylo zakázalo učit na gymnáziu a zároveň byl královéhradeckou biskupskou konzistoří zbaven možnosti kázat v kostele svatého Ignáce. Byl kritizován pro své politické smýšlení. Prý se studenty diskutoval o politice a nedodržoval náboženskou výuku. Údajně mládež podněcoval k nenávisti proti šlechtě, úřednictvu a vojsku. Dne 21. března 1851 byl rozhodnutím ministerstva kultu a vyučování suspendován. Jeho roční penze byla pouze pět set zlatých. Zemřel 26.září 1868 v Litomyšli.